# ヘキサゴンファミリーコンサート
ヘキサゴンファミリーコンサートは、2008年10月4日に行われた「クイズ!ヘキサゴンII」から生まれたユニット「羞恥心」、「Pabo」をはじめとするヘキサゴンオールスターズのコンサートである。
正式タイトルは、「ヘキサゴンファミリーコンサート 『クイズ!ヘキサゴンII ヒットパレード』」。
2009年1月28日にはDVDが発売している。
2009年10月31日に、ヘキサゴンファミリーコンサート2009が開催された。

## 開催日
- 開催日時：2008年10月4日
- 会場：国立代々木競技場 第一体育館
- 開演時間
  - 公開リハーサル：13時開場、14時開演
  - 本公演：17時開場、18時開演、20時半閉演

## 概要
ヘキサゴンファミリーによる初の有料コンサート。2008年7月16日放送分の番組内で開催が発表され、その後発売された本公演のチケットは45分で完売した。急遽、本公演の前に行われるリハーサルを「公開(有料)リハーサル」（本公演とは、出演者に違いアリ）とし公演を開催した（こちらのチケットも30分で完売した）。

## 出演者

### 司会
- 島田紳助（カシアス島田）
- 中村仁美（フジテレビアナウンサー）

### 参加ユニット
- アラジン
  - 羞恥心
    - つるの剛士
    - 野久保直樹
    - 上地雄輔

Pabo
    - 里田まい（カントリー娘。）
    - スザンヌ
    - 木下優樹菜

バックダンサー
  - FUJIWARA
    - 藤本敏史
    - 原西孝幸FUJIWARA

ラクダとカッパ
  - クリス松村
  - 山根良顕（アンガールズ）

misono&ヒロシ
  - misono
  - 品川祐（品川庄司）
  - ユウキ（ギター）

mai&タケシ
  - 里田まい（カントリー娘。）
  - つるの剛士（ギター）

エアバンド
  - 岡田圭右（ますだおかだ）…ボーカル
  - 庄司智春（品川庄司）…ボーカル
  - アンガールズ
    - 山根良顕…ベース
    - 田中卓志…キーボード

  - 波田陽区…ドラム
  - 金剛地武志…ギター

エアバンド feat.雄&直
  - 上地雄輔…ボーカル
  - 野久保直樹…ボーカル
  - アンガールズ
    - 山根良顕…ベース
    - 田中卓志…キーボード

  - 波田陽区…ドラム
  - つるの剛士…ギター（コンサート限定）

一発屋2008
  - ダンディ坂野
  - 波田陽区
  - 小島よしお
  - 金剛地武志

里田まい with FUJIWARA
  - 里田まい（カントリー娘。）
  - FUJIWARA
    - 藤本敏史
    - 原西孝幸

シークレットゲスト
- 高原兄
- 中野腐女子シスターズ

## セットリスト
1. 羞恥心/アンガールズ
  - 「クイズ!ヘキサゴンII」夏の南紀白浜合宿の宴会で歌った事から、歌う事が決まった。後に紅白でもこの格好でアンガールズは登場した。
2. 泣かないで/羞恥心
3. 恋のヘキサゴン/Pabo
4. ラクダになるぞ/ラクダとカッパ
5. アブラゼミ♀ 大阪バージョン/misono&ヒロシ
6. アブラゼミ♂ 東京バージョン/エアバンド
7. アブラゼミ♀ 大阪バージョン/mai&タケシ
8. アブラゼミ♂ 東京バージョン/エアバンド feat.雄&直
  - コンサートでは、冒頭部分は武（金剛地武志）が、途中からは剛（つるの剛士）がギターをつとめた。交代となったのは、直前が「mai&タケシ」で、衣装変えの為である。実質エアバンドと羞恥心が合体したユニット。[1]
9. Go! Fight! 腐女子シスターズ/中野腐女子シスターズ（紹介は「スザンヌ with 中野腐女子シスターズ」）
  - スザンヌが元々所属していた中野腐女子シスターズの楽曲。ゲストとして、中野腐女子シスターズが参加し、スザンヌと一緒に7ヶ月ぶりに歌った。
10. Don't wanna cry/木下優樹菜
  - 安室奈美恵の楽曲をカバー。
11. 初めてのハッピーバースディ!/里田まい with FUJIWARA
  - 里田まいが所属するユニットカントリー娘。に石川梨華（モーニング娘。）の同名楽曲（楽曲発売当時は里田はまだカントリー娘。に所属していなかった。）のカバー。里田がカントリー娘。に入って初めて歌った曲で、衣装もカントリー娘。の衣装で披露した。南紀白浜合宿の宴会でこの曲を歌い、男性メンバーから可愛かったと言われたとヘキサゴンで話している。FUJIWARAがコーラスで参加するが、マイクの電源が入っていなかったため、バックダンサー扱いにされた。
12. Story/野久保直樹
  - AIの楽曲をカバー。しかし、放送権を賭けたクイズの中で紳助は、野久保は音程を外しているため、正解しても放送したくないことを明らかにしていた。
13. ひまわり/上地雄輔
  - ソロ曲の中で、唯一カバーではなく、上地自身が作詞をしたオリジナル。遊助名義で2009年3月11日にCD化されている。
14. 愛し君へ/つるの剛士
  - 森山直太朗の楽曲をカバー。2009年4月22日発売のカバーアルバム「つるのうた」に収録されている。
15. 完全無欠のロックンローラー/高原兄（アラジン） with Pabo
  - 高原兄のバンド「アラジン」の楽曲。
16. 天下無敵の一発屋2008/一発屋2008…コーラスPabo
17. グリーンフラッシュ伝説/Pabo
18. 我が敵は我にあり/羞恥心
19. 陽は、また昇る/アラジン with ヘキサゴンオールスターズ

アンコール
1. 羞恥心/羞恥心
  - 大詰めで代々木全体にシルバーテープがキャノン砲から出された。
2. 南の島〜友へ〜/ヘキサゴンオールスターズ
  - 香田晋の楽曲「おかあさん」のカップリング曲である「南の島〜友へ〜」をカバーしたもの。

## 放送
このコンサートは、開催から2週間以上経った2008年10月22日にクイズ!ヘキサゴンIIの通常放送枠を使用した『ヘキサゴンIIヒットパレード』で一挙放送された。同日は、視聴者からの携帯電話での投票によりランキングを作成し、1〜5位は1問、6〜10位は2問、11〜15位は3問、16〜20位は5問正解したら、放送できる仕組みで、この日自らが出演した演目を放送する権利をかけて、クイズが行われ、曲目が決定された。ただし、通常放送時の席順とは異なっていた。
視聴者リクエストランキング
1. ひまわり/上地雄輔
2. Story/野久保直樹
3. 愛し君へ/つるの剛士
4. 我が敵は我にあり/羞恥心
5. アブラゼミ♂（東京Ver）/エアバンド feat.雄&直
6. 泣かないで/羞恥心
7. 南の島〜友へ〜/羞恥心（ヘキサゴンオールスターズ）
8. 羞恥心/羞恥心
9. 陽は、また昇る/アラジン
10. グリーンフラッシュ伝説/Pabo
11. Don't wanna cry/木下優樹菜
12. アブラゼミ♀（大阪Ver）/mai&タケシ
13. Go! Fight! 腐女子シスターズ/中野腐女子シスターズ
14. 初めてのハッピーバースディ!/里田まい with FUJIWARA
15. アブラゼミ♀（大阪Ver）/misono&ヒロシ
16. 恋のヘキサゴン/Pabo
17. 羞恥心/アンガールズ
18. 天下無敵の一発屋2008/一発屋2008
19. アブラゼミ♂（東京Ver）/エアバンド
20. ラクダになるぞ/ラクダとカッパ

クイズの結果決定した放送内容
1. 愛し君へ（フルサイズ公開）/つるの剛士
2. 我が敵は我にあり（1番のみ公開）/羞恥心
3. アブラゼミ♂ 東京バージョン（1番のみ公開）/エアバンド feat.雄&直
4. 羞恥心（クライマックス部分を公開）/アンガールズ
5. アブラゼミ♂ 東京バージョン（圭と智が歌った冒頭部分だけ公開）/エアバンド
6. ひまわり（フルサイズ公開）/上地雄輔
7. 泣かないで（1番のみ公開）/羞恥心
8. 初めてのハッピーバースディ!（1番のサビ部分のみ公開）/里田まい with FUJIWARA
9. 陽は、また昇る（1番のみ公開）/アラジン
10. Story（フルサイズ公開）/野久保直樹

これとは別にクイズの結果とは関係なくエンディングに
- 南の島－友へ－/羞恥心 (ヘキサゴンオールスターズ)
- アブラゼミ♂ 東京バージョン/エアバンド
- グリーンフラッシュ伝説/Pabo

が放送された。
その他に、
- 羞恥心/羞恥心

がファーストステージラストに放送された。
また同年12月14日午後6時からフジテレビ721とフジテレビCSHDでコンサートの模様が2時間にわたって放送された。また2009年1月3日に再放送が実施された。BSフジでは2009年2月22日の17:00〜18:55に放送。

## その他
- つるの剛士は羞恥心として4曲、アラジン・mai&タケシ・エアバンド feat.雄&直・つるの剛士としてそれぞれ1曲で合わせて8曲と最多出場を誇っている。
- 放送の時欠席だった金剛地を除く岡田・庄司以外のAIR BANDのメンバー3人も、エアバンド feat.雄&直の曲を選ぶ権利があったのにもかかわらず、放送のとき選ぶ権利がない演出になっていた（羞恥心の3人に選ばせるための配慮であると思われる。）。
- Paboは一発屋2008の『天下無敵の一発屋2008』でコーラスとして参加しているが、放送のとき選ぶ権利はなかった。逆に、FUJIWARAの2人はアラジンの『陽は、また昇る』でバックダンサーとして参加しているが、選ぶ権利がある。そのことをカシアスは「アラジンしかいてへんもん」とコメントするほど。そのコメントの後、藤本が「『（初めての）ハッピーバースディ!』もあります!」と返答した。
- 南の島－友へ－の選ぶ権利は、羞恥心のみだった。
- 場内アナウンスは羞恥心・Paboのメンバーが交互に担当した。
- 南の島－友へ－の時、島田紳助は、カシアス島田になっていた。それ以外は、全員同じライブオリジナルTシャツを着ていた。
- 上地雄輔は、コンサート中常にヒマワリを手首につけていた。
- コンサート開催が決まった当初、香田晋、岡田の相方・増田英彦も出演予定リストに入っていた。
- アンコールの羞恥心の前に、羞恥心結成までのVTRが流れたが、TV放送やDVDに入っておらず、今のところライブ限定映像になっている。
- 野久保直樹は、番組放送中に行なわれたコンサートでは出演者としての参加はこれが最初で最後となった。[2]

## DVD
上記のコンサートが収録されたDVD「ヘキサゴンファミリーコンサート 2008 WE LIVE♥ヘキサゴン」が、2009年1月28日に発売された。

### 収録内容

#### Deluxs Version (デラックスバージョン)

##### DISC 1
1. 本編（140分）

##### DISC 2
1. ライブ・メイキング〜舞台裏密着映像〜
2. 羞恥心ミュージックビデオ
  - 「我が敵は我にあり」
  - 「何もかもが君だった」
  - 「弱虫サンタ」
3. ヘキサゴンオリジナルアニメ
4. 「羞恥心」投稿振り付けVTR集
5. 実は本番より上手くいった!?リハーサル映像集
  - 「野久保直樹」編
  - 「エアバンド」編
  - 「misono&ヒロシ」編

##### DVD情報
- アーティスト:ヘキサゴンオールスターズ
- DISK枚数:2枚
- メーカー:フジテレビ
- ジャンル:音楽/ロック・ポップス
- 種類:DVD
- 収録時間:DISK1…140分
- 規格番号:PCBC-51234
- JANコード:4988632134057
- 価格:6090円（税込み）
- 言語:(1)日本語
- 音声:(1)LPCM 16bit 48khz(1)2ch
- 画面サイズ:ワイド/スタンダード
- DVD面層:片面2/片面1層
- リージョン:2

##### 特典
- 特典ディスク（DISC 2）
- スペシャルメモリアルフォトブック（24P）
- 特製ステッカー

#### Standard Version (スタンダードバージョン)

##### DISC 1
1. 本編（140分）

##### DVD情報
- アーティスト:ヘキサゴンオールスターズ
- DISK枚数:1枚
- メーカー:フジテレビ
- ジャンル:音楽/ロック・ポップス
- 種類:DVD
- 収録時間:140分
- 規格番号:PCBC-51235
- JANコード:4988632134064
- 価格:3990円（税込み）
- 言語:(1)日本語
- 音声:(1)LPCM 16bit 48khz(1)2ch
- 画面サイズ:ワイド
- DVD面層:片面2層
- リージョン:2

### CS放送とDVDとの違い
- エアバンド、エアバンド feat.雄&直の紹介BGMが変更されている。
- 上地雄輔のソロ曲「ひまわり」の曲が大幅にカットされている（これは、2009年3月にシングル化する為だと思われる）。
- 一発屋2008の紹介VTRがカットされている。
- ライブの曲間のMCも一部カットとなっている箇所がある（「AIR BAND」〜「mai&タケシ」間等）。